# Kołodeże
Kołodeże (ukr. Колодеже) – wieś na Ukrainie w rejonie łuckim obwodu wołyńskiego. Miejsce urodzenia Apoloniusza Zawilskiego.

## Historia
Pod koniec XIX w. wieś w gminie Czaruków, w powiecie łuckim.
Do 2020 w rejonie horochowskim. 